# Resolució 340 del Consell de Seguretat de les Nacions Unides
La Resolució 340 del Consell de Seguretat de les Nacions Unides fou aprovada per unanimitat el 25 d'octubre de 1973 durant la Guerra del Yom Kippur després que el Consell de Seguretat va ser informat de l'aparent fracàs de la resolució 238 i de la resolució 239 per acabar amb els combats.
A la resolució 340, el Consell va exigir que les parts bel·ligerants cessessin el foc de manera immediata i completa, i tornessin a les posicions ocupades per ells a les 16:50 GMT del 22 d'octubre de 1973. El Consell també:
- Demana al Secretari General de les Nacions Unides que incrementi el nombre d'observadors militars de les Nacions Unides a banda i banda de les línies d'alto el foc.
- Estableix una Força d'Emergència de les Nacions Unides per estar integrada per personal extret d'estats membres de l'ONU excepte membres permanents del Consell de Seguretat.
- Demana al Secretari General que informi en un termini de 24 hores sobre aquestes dues disposicions.
- Demana al Secretari General que informi contínuament sobre l'aplicació d'aquesta resolució, així com de les 338 i 339, i demana a tots els Estats membres que cooperin plenament en l'aplicació d'aquestes resolucions.

La resolució va ser aprovada amb 14 vots contra cap. La República Popular de la Xina no va votar ni es va abstenir formalment.